# Oligosoma infrapunctatum
Oligosoma infrapunctatum är en ödleart som beskrevs av  George Albert Boulenger 1887. Oligosoma infrapunctatum ingår i släktet Oligosoma och familjen skinkar. IUCN kategoriserar arten globalt som nära hotad. Inga underarter finns listade i Catalogue of Life.